# E respirare normalmente
E respirare normalmente (Andið eðlilega) è un film del 2018 diretto da Isold Uggadottir.

## Trama
I destini di una madre islandese che affronta la povertà e una donna richiedente asilo proveniente dalla Guinea Bissau si incontrano all'aeroporto di Reykjavik.

## Distribuzione
Il film è stato distribuito sulla piattaforma Netflix dal 04 gennaio 2018.